# MTV Movie & TV Awards 2022
La 30ª edizione degli MTV Movie & TV Awards si è tenuta il 5 giugno 2022.
La cerimonia è stata presentata da Vanessa Hudgens.

## Vincitori e candidati
Le candidature sono state annunciate l'11 maggio 2022. I vincitori sono indicati in grassetto, a seguire gli altri candidati.

### Scripted Awards

#### Miglior film
- Spider-Man: No Way Home, regia di Jon Watts
- Scream, regia di Matt Bettinelli-Olpin e Tyler Gillett
- The Batman, regia di Matt Reeves
- The Adam Project, regia di Shawn Levy
- Shang-Chi e la leggenda dei Dieci Anelli (Shang-Chi and the Legend of the Ten Rings), regia di Destin Daniel Cretton
- Dune, regia di Denis Villeneuve

#### Miglior performance in un film
- Tom Holland – Spider-Man: No Way Home
- Lady Gaga – House of Gucci
- Robert Pattinson – The Batman
- Sandra Bullock – The Lost City
- Timothée Chalamet – Dune

#### Miglior serie TV
- Euphoria
- Inventing Anna
- Loki
- Squid Game
- Ted Lasso
- Yellowstone

#### Miglior performance in una serie
- Zendaya – Euphoria
- Amanda Seyfried – The Dropout
- Kelly Reilly – Yellowstone
- Lily James – Pam & Tommy
- Sydney Sweeney – Euphoria

#### Miglior performance comica
- Ryan Reynolds – Free Guy - Eroe per gioco (Free Guy)
- Brett Goldstein – Ted Lasso
- John Cena – Peacemaker
- Johnny Knoxville – Jackass Forever
- Megan Stalter – Hacks

#### Miglior team
- Tom Hiddleston, Sophia Di Martino, Owen Wilson -  Loki
- Selena Gomez, Steve Martin, Martin Short - Only Murders in the Building
- Tom Holland, Andrew Garfield, Tobey Maguire - Spider-Man: No Way Home
- Ryan Reynolds, Walker Scobell - The Adam Project
- Sandra Bullock, Channing Tatum, Brad Pitt - The Lost City

#### Miglior eroe
- Scarlett Johansson – Black Widow
- Daniel Craig – No Time to Die
- Oscar Isaac – Moon Knight
- Simu Liu – Shang-Chi e la leggenda dei Dieci Anelli (Shang-Chi and the Legend of the Ten Rings)
- Tom Holland – Spider-Man: No Way Home

#### Miglior cattivo
- Daniel Radcliffe – The Lost City
- Victoria Pedretti – You
- Colin Farrell – The Batman
- James Jude Courtney – Halloween Kills
- Willem Dafoe – Spider-Man: No Way Home

#### Miglior bacio
- Poopies and the snake – Jackass Forever
- Hunter Schafer and Dominic Fike – Euphoria
- Lily Collins e Lucien Laviscount – Emily in Paris
- Robert Pattinson e Zoë Kravitz – The Batman
- Tom Holland e Zendaya – Spider-Man: No Way Home

#### Miglior combattimento
- Cassie vs. Maddy – Euphoria
- Black Widow vs. Widows – Black Widow
- Guy vs. Dude – Free Guy - Eroe per gioco (Free Guy)
- Combattimento sull'autobus – Shang-Chi e la leggenda dei Dieci Anelli (Shang-Chi and the Legend of the Ten Rings)
- Battaglia finale – Spider-Man: No Way Home

#### Miglior performance più terrorizzante
- Jenna Ortega - Scream
- Kyle Richards – Halloween Kills
- Mia Goth – X
- Millicent Simmonds – A Quiet Place Part II
- Sadie Sink – Fear Street Parte 2: 1978

#### Miglior performance rivelazione
- Sophia Di Martino – Loki
- Alana Haim – Licorice Pizza
- Ariana DeBose – West Side Story
- Hannah Einbinder – Hacks
- Jung Ho-yeon – Squid Game

#### Here For The Hookup
- Euphoria
- Never Have I Ever
- Pam & Tommy
- Sex/Life
- Sex Lives of College Girls

#### Miglior canzone
- On My Way – Jennifer Lopez (Marry Me - Sposami)
- Here I Am (Singing My Way Home) – Jennifer Hudson (Respect)
- Just Look Up – Ariana Grande e Kid Cudi (Don't Look Up)
- Little Star – Dominic Fike (Euphoria)
- We Don't Talk About Bruno – Cast (Encanto)

#### Miglior momento musicale
- Dance With Me - Beabadoobee (Heartstopper)
- America - Ariana DeBose, David Alvarez e Ana Isabelle (West Side Story)
- Disco Forever - House of Gucci
- Downtown - Anya Taylor-Joy (Ultima notte a Soho) (Last Night in Soho)
- Do Ya Wanna Taste It - Wig Wam (Peacemaker)
- Dynamite - Ashley Park (Emily in Paris)
- Holding Out for a Hero - Bonnie Tyler (Euphoria)
- The Moment of Truth - Carrie Underwood (Cobra Kai)
- Million To One - Camila Cabello (Cenerentola) (Cinderella)
- Nobody Like U - 4*TOWN (Red) (Turning Red)
- Original Score - Sean Callery (Halo)
- Rose Song - Olivia Rodrigo (High School Musical: The Musical: La serie)
- Therapy - Andrew Garfield e Vanessa Hudgens (Tick, Tick... Boom!)
- This Is How We Do It - Montell Jordan (Yellowjackets)
- We Don't Talk About Bruno – Carolina Gaitán, Mauro Castillo, Adassa, Rhenzy Feliz, Diane Guerrero, Stephanie Beatriz (Encanto)
- Wrecking Ball - Midnite String Quartet (Bridgerton)

### Unscripted awards

#### Miglior documentario musicale
- Olivia Rodrigo: Driving Home 2 U
- The Beatles: Get Back
- Janet Jackson
- Jeen-Yuhs
- Oasis Knebworth 1996

#### Miglior serie docu-reality
- Selling Sunset
- Jersey Shore: Family Vacation
- Love & Hip Hop: Atlanta
- Summer House
- The Real Housewives of Beverly Hills

#### Miglior star in un reality
- Chrishell Stause - Selling Sunset
- Lindsay Hubbard - Summer House
- Teresa Giudice - The Real Housewives of New Jersey
- Willow Pill - RuPaul's Drag Race
- Chris "CT" Tamburello - The Challenge

#### Miglior storia d'amore in un reality
- Loren e Alexei Brovarnik - Loren & Alexei: After the 90 Days
- Joe Amabile e Serena Pitt - Bachelor in Paradise
- Nany Gonzalez e Kaycee Clark - The Challenge: Spies, Lies & Allies
- Tom Sandoval e Ariana Madix - Vanderpump Rules
- Yandy e Mendeecees - Love & Hip Hop: Atlanta

#### Miglior serie competizione
- RuPaul's Drag Race
- American Idol
- Dancing with the Stars
- The Challenge: Spies, Lies & Allies
- The Masked Singer

#### Miglior serie lifestyle
- Selena + Chef
- Bar da incubo (Bar Rescue)
- Dr. Pimple Popper, la dottoressa schiacciabrufoli (Dr. Pimple Popper)
- Making It
- Queer Eye

#### Miglior serie unscripted
- The D'Amelio Show
- Hart to Heart
- Teen Mom: Family Reunion
- The Real Housewives Ultimate Girls Trip
- Queen of the Universe

#### Miglior talk/topical show
- The Tonight Show Starring Jimmy Fallon
- The Daily Show
- The Drew Barrymore Show
- The Kelly Clarkson Show
- The Late Show with Stephen Colbert

#### Miglior conduttore
- Kelly Clarkson - The Kelly Clarkson Show
- Charlamagne tha God - Hell of a Week with Charlamagne tha God
- Gordon Ramsay - MasterChef
- Rob Dyrdek - Ridiculousness - Veri American Idiots (Ridiculousness)
- RuPaul - RuPaul's Drag Race

#### Miglior star social esordiente
- Bella Poarch
- Benito Skinner
- Caleb Hearon
- Khaby Lame
- Megan Stalter

#### Miglior combattimento
- Bosco vs. Lady Camden - RuPaul's Drag Race
- Candiace Dillard Bassett vs. Mia Thornton - The Real Housewives of Potomac
- Margaret Josephs vs. Teresa Giudice - The Real Housewives of New Jersey
- Danielle Olivera vs. Ciara Miller vs. Lindsay Hubbard - Summer House
- Christine Quinn vs. Chrishell Stause - Selling Sunset

#### Miglior ritorno
- Paris Hilton - Cooking with Paris & Paris in Love
- Bethenny Frankel - The Big Shot with Bethenny
- Kylie Sonique Love - RuPaul's Drag Race All Stars
- Tami Roman - The Real World Homecoming: Los Angeles
- Sher - Ex on the Beach

#### Comedic Genius Award
- Jack Black[7]

#### MTV Generation Award
- Jennifer Lopez[8][7][9]

#### MTV Reality Royalty Lifetime Achievement
- Bethenny Frankel